# AA Francana
AA Francana is een Braziliaanse voetbalclub uit Franca, in de deelstaat São Paulo. Met 47 seizoenen in de tweede klasse van het Campeonato Paulista moet de club daar enkel Rio Preto voor laten gaan.

## Geschiedenis
De club werd opgericht in 1912. Vanaf 1947 speelde de club profvoetbal in de tweede klasse van de staatscompetitie. De club speelde er tot 1953 en daarna van 1956 tot 1959. Na één jaar in de derde klasse maakte de club zijn rentree en bleef tot 1977 in de tweede klasse, toen ze eindelijk promotie konden afdwingen naar de hoogste divisie. In het eerste seizoen eindigde de club in de betere middenmoot en versierde zo een plaats in de Série A van 1979, waar de club in de tweede fase uitgeschakeld werd. De volgende jaren eindigde de club in de lagere middenmoot van de staatscompetitie, tot ze in 1982 degradeerden. In 1993 zakte de club verder naar de derde klasse en keerde nog terug in 1997. De club mocht in 1997 ook deelnemen aan de Série C en schopte het daar tot de laatste vier. De club verloor de laatste wedstrijd tegen Sampaio Corrêa en miste daardoor de promotie. In 2005 degradeerde de club opnieuw uit Série A2. Tot 2015 speelde de club nog in de Série A3 en degradeerde dan. De club nam het jaar erop niet deel aan de competitie, maar begon in 2016 wel terug in de Segunda Divisão, de vierde klasse.